# Малая Чудовая
Малая Чудовая — река в России, протекает в Верхнекамском районе Кировской области. Устье реки находится в 6 км по левому берегу реки Большая Чудовая. Длина реки составляет 14 км.
Исток реки в болотах в 20 км к северо-западу от города Кирс. Река течёт на юго-восток, затем на юг. Всё течение проходит по ненаселённому заболоченному лесу.

## Данные водного реестра
По данным государственного водного реестра России относится к Камскому бассейновому округу, водохозяйственный участок реки — Вятка от истока до города Киров, без реки Чепца, речной подбассейн реки — Вятка. Речной бассейн реки — Кама.
По данным геоинформационной системы водохозяйственного районирования территории РФ, подготовленной Федеральным агентством водных ресурсов:
- Код водного объекта в государственном водном реестре — 10010300212111100030252
- Код по гидрологической изученности (ГИ) — 111103025
- Код бассейна — 10.01.03.002
- Номер тома по ГИ — 11
- Выпуск по ГИ — 1